# Женская сборная Багамских Островов по волейболу
Женская национальная сборная Багамских Островов по волейболу (англ. Bahamas women's national volleyball team) — представляет Багамские Острова на международных волейбольных соревнованиях. Управляющей организацией выступает Багамская федерация волейбола (англ. Bahamas volleyball federation).

## История
Багамская федерация волейбола — член ФИВБ и NORCECA с 1968 года.
Дебют женской сборной Багамских Островов на международной арене прошёл в августе 1971 года в колумбийском городе Кали на Панамериканских играх. Турнир для багамских волейболисток сложился неудачно — 8 поражений в 8 матчах и ни одной выигранной партии. В феврале-марте 1974 команда Багамских Островов приняла участие в Центральноамериканских и Карибских играх. Стартовав на турнире с четырёх поражений подряд, затем багамская сборная одержала три победы и стала 5-й в итоговом зачёте.
В октябре 1974 года в Мексике проходил VII чемпионат мира по волейболу среди женщин и североамериканская конфедерация получила 7 мест на турнире, которые должны были достаться семи участникам чемпионата NORCECA 1971, но после отказа Гаити вакантная путёвка была предложена сборной Багамских Островов. При таких обстоятельствах прошло единственное в истории багамского волейбола участие островитянок в основной стадии мировых первенств. В первом же матче 1-го группового раунда команда Багамских Островов «всухую» уступила хозяйкам чемпионата — сборной Мексики, а вот в следующей игре дала бой американкам, но всё же проиграла 1:3 (5:15, 4:15, 15:11, 14:16). В завершающем матче 1-го этапа багамские волейболистки уступили команде Франции 0:3. Во 2-м групповом раунде, где разыгрывались места с 13-го по 23-е, островитянки с одинаковым счётом 0:3 потерпели поражения от сборных Китая и Филиппин, а затем в пяти партиях переиграли пуэрториканок. В заключительной стадии первенства команда Багамских Островов потерпела 4 поражения (от Доминиканской Республики 1:3, ФРГ 0:3, Франции 0:3 и Пуэрто-Рико 1:3) и заняла на турнире последнее — 23-е — место.
В последующие годы багамская сборная трижды участвовала в чемпионатах Северной, Центральной Америки и Карибского бассейна (в 1979, 1981 и 1991), один раз — в Центральноамериканских и Карибских играх (в 1978) и трижды в отборочных турнирах чемпионатов мира (2010, 2014, 2018), но успехов не добивалась.
Все медальные достижения женской сборной Багамских Островов связаны только с Карибскими чемпионатами, в которых принимают участие сборные стран-членов Карибской зональной волейбольной ассоциации (CAZOVA). На этих турнирах багамские волейболистки дважды становились победителями и трижды серебряными призёрами, но эти успехи относятся только к 1990-м годах. В 2000-х команда Багамских Островов в Карибских первенствах выглядит слабее ряда других сборных региона, прежде всего Тринидада и Тобаго, Барбадоса, Ямайки, Суринама.

## Результаты выступлений и составы

### Чемпионаты мира
Сборная Багамских Островов приняла участие в четырёх чемпионатах мира (основной и отборочный турниры).
- 1974 — 23-е место
- 2010 — не квалифицировалась
- 2014 — не квалифицировалась
- 2018 — не квалифицировалась
- 2010 (квалификация): Мелинда Бастиан, Кристел Роулл-Браун, Кениша Томпсон, Аниска Роулл, Шатия Сеймур, Анастейша Сэндс-Мултри, Лаваль Сэндс, Тамасин Рутьер-Эммануэль, Чериз Роулл, Келси Джонсон, Шантия Макфи, Тиа Чарлоу. Тренер — Джозеф Смит.
- 2014 (квалификация): Мелинда Бастиан, Кристел Роулл-Браун, Чериз Бэйн (Роулл), Катрина Лайтбурн, Лаваль Сэндс, Тиа Уилсон, Келси Джонсон, Шантия Макфи, Камила Миллер, Тиа Чарлоу. Тренер — Джозеф Смит.
- 2018 (квалификация): Мелинда Бастиан, Бриттани Бонэми, Мишель Мосс, Давия Мосс, Рэчел Ноулз, Чандра Маккей, Джина Сондерс, Линдри Армбристер, Сари Элбёри, Лаваль Сэндс, Юджиния Эддерли, Бриттни Дево, Эшли Уэбб, Келси Джонсон, Шантия Макфи, Латавия Бреннен, Тиа Мосс. Тренер — Джейсон Сондерс.

### Чемпионаты NORCECA
Сборная Багамских Островов участвовала только в трёх чемпионатах NORCECA.
- 1979 — 6-е место
- 1981 — 8-е место
- 1991 — 7-е место

### Панамериканские игры
Сборная Багамских островов участвовала только в одном волейбольном турнире Панамериканских игр.
- 1971 — 9-е место

### Центральноамериканские и Карибские игры
Сборная Багамских островов участвовала только в двух волейбольных турнирах Центральноамериканских и Карибских игр.
- 1974 — 5-е место
- 1978 — 6-е место

### Карибский чемпионат
| - 1991 — не участвовала - 1992 — 1-е место - 1993 — 2-е место - 1994 — 2-е место - 1995 — 1-е место - 1996 — 7-е место - 1998 — 2-е место - 2000 — 5-е место - 2002 — 5-е место | - 2004 — 5-е место - 2006 — 4-е место - 2008 — 6-е место - 2010 — 7-е место - 2012 — 6-е место - 2014 — 5-е место - 2017 — 8-е место - 2018 — 4-е место - 2023 — 5-е место |

## Состав
Сборная Багамских Островов в Карибском чемпионате 2023.
| №  | Имя, фамилия       | Год рождения | Рост | Амплуа      | Клуб                                  |
| -- | ------------------ | ------------ | ---- | ----------- | ------------------------------------- |
| 1  | Мелинда Бастиан    | 1984         | 178  | нападающая  | «Виксенс»                             |
| 2  | Бриттани Бонэми    | 1995         | 173  | нападающая  | «Пантерс»                             |
| 3  | Венесса Савьер     | 2005         | 179  | нападающая  |                                       |
| 4  | Франческа Макбрайд | 1992         | 170  | либеро      | «Уор Хокс»                            |
| 5  | Джина Сондерс-Грин | 1994         | 168  | связующая   | «Пантерс»                             |
| 6  | Латавия Бреннен    | 1995         | 180  | нападающая  | «Сент-Огастинский универститет (Роли) |
| 7  | Лаваль Сэндс       | 1984         | 170  | связующая   | «Виксенс»                             |
| 8  | Чандра Маки        | 1996         | 168  | либеро      | «Пантерс»                             |
| 9  | Джэнель Кёртис     | 1996         | 178  | нападающая  | «Пантерс»                             |
| 10 | Эшли Уэбб          | 1997         | 183  | центральная | «Пантерс»                             |
| 11 | Джэнель Кёртис     | 1996         | 178  | нападающая  | Дин колледж (Франклин)                |
| 15 | Рэчел Ноулз        | 1995         | 178  | нападающая  | «Пантерс»                             |

- Главный тренер — Джейсон Сондерс.
- Тренер — Глен Ролл, Аугусто Саббатини.